# 小野昌弘
小野 昌弘（おの まさひろ）は、日本の免疫学者、医師。インペリアル・カレッジ・ロンドン主任研究者・準教授。学位は博士（医学）（京都大学）。T細胞の専門家。
T細胞、制御性T細胞の研究を行う。蛍光タイマータンパクを使用して生体内時間を測定する技術Tocky（とき）を開発した。2021年、がん研究のための研究グラントCRUK Programme Foundation Awardを受賞。
米本義孝（英文学者）に読書会を通じて影響を受けたともされる。

## 経歴
北海道札幌市出身。北海道札幌北高等学校、京都大学医学部医学科卒業。京都大学大学院医学研究科修了。
京都大学再生医科学研究所研究員、同研究所助教、大阪大学免疫学フロンティア研究センター実験免疫学助教を経て、2009年よりユニバーシティ・カレッジ・ロンドンHFSP（Human Frontier Science Program）長期フェロー。2013年、同大学上席主任研究員。2015年、インペリアル・カレッジ・ロンドンBBSRC David Phillips Fellow、同上席主任研究者、同準教授（Reader）。

## 著作

### 単著
- 小野昌弘『免疫学者が語るパンデミックの「終わり」と、これからの世界』（2022年、筑摩書房）[9]

### 共著
- 小野昌弘他『コロナ後の世界 ―いま、この地点から考える』（2020年、筑摩書房）[10]
- 小野昌弘他「新型コロナウイルスのおさらい」現代用語の基礎知識2021年版（2020年、自由国民社）[11]

### 雑誌
- 小野昌弘「「夢遊病国家」から脱却せよ―英国の戦略」, Voice 2020年６月号（PHP研究所）[12]
- 小野昌弘 「欧州第二波を徹底検証する」, Voice 2020年12月号（PHP研究所） [13]

### 主要論文
- David Bending, Paz Prieto Martín, Alina Paduraru, Catherine Ducker, Erik Marzaganov, Marie Laviron, Satsuki Kitano, Hitoshi Miyachi, Tessa Crompton, Masahiro Ono (2018) A timer for analyzing temporally dynamic changes in transcription during differentiation in vivo. Journal of Cell Biology, 217(8):2931-2950. doi: 10.1083/jcb.201711048[2].
- Masahiro Ono (2020) Control of regulatory T‐cell differentiation and function by T‐cell receptor signalling and Foxp3 transcription factor complexes. Immunology, 160(1):24-37. doi: 10.1111/imm.13178[14].